# Ifrane de l’ Anti-Atlas
Ifrane de l’ Anti-Atlas is plaats in het Marokkaanse gebergte Anti-Atlas, gebied Souss-Massa-Daraâ

## Personen afkomstig uit Ifrane
- Mustapha Hadji, voetballer
- Youssouf Hadji, voetballer